# Hippopsis bivittata
Hippopsis bivittata es una especie de escarabajo longicornio del género Hippopsis, tribu Agapanthiini, subfamilia Lamiinae. Fue descrita científicamente por Martins y Galileo en 2003.

## Descripción
Mide 15,2 milímetros de longitud.

## Distribución
Se distribuye por Perú.